# Liosynaphaeta balloui
Liosynaphaeta balloui là một loài bọ cánh cứng trong họ Cerambycidae.